# Podium (roman)
Pour les articles homonymes, voir Podium.
Podium est un roman de Yann Moix paru en 2002.

## Résumé
Le roman raconte les aventures de Bernard Frédéric, sosie de Claude François.

## Accueil
Le livre s'est vendu à plus de 30 000 exemplaires. Il a été présélectionné pour le prix Goncourt.

## Adaptation
Le roman a été adapté en film en 2004 par Yann Moix lui-même sous le titre Podium avec Benoît Poelvoorde dans le rôle titre. Le film a fait plus de 3,4 millions d'entrées